# Organofosfáty

Obecný strukturní vzorec organofosfátů

Organofosfáty (zkráceně OP) jsou estery kyseliny fosforečné, jedná se pravděpodobně o nejrozšířenější organické sloučeniny fosforu. Patří k nim mnoho z důležitých biomolekul, například DNA a RNA a mnoho kofaktorů, které jsou nezbytné pro život. Organofosfáty jsou základem mnoha insekticidů, herbicidů a nervově paralytických chemických zbraní. Na seznamu EPA jsou uvedeny organofosfáty, které jsou vysoce akutně toxické pro včely, volně žijící živočichy a pro člověka. Čerstvé studie napovídají možnou vazbu některých organofosfátů na nežádoucí účinky ohledně neurobehaviorálního vývoje dětí (včetně nenarozených), a to i při velmi nízkých expozicích. Organofosfáty se široce používají jako rozpouštědla, plastifikátory a aditiva pro extrémní tlaky.

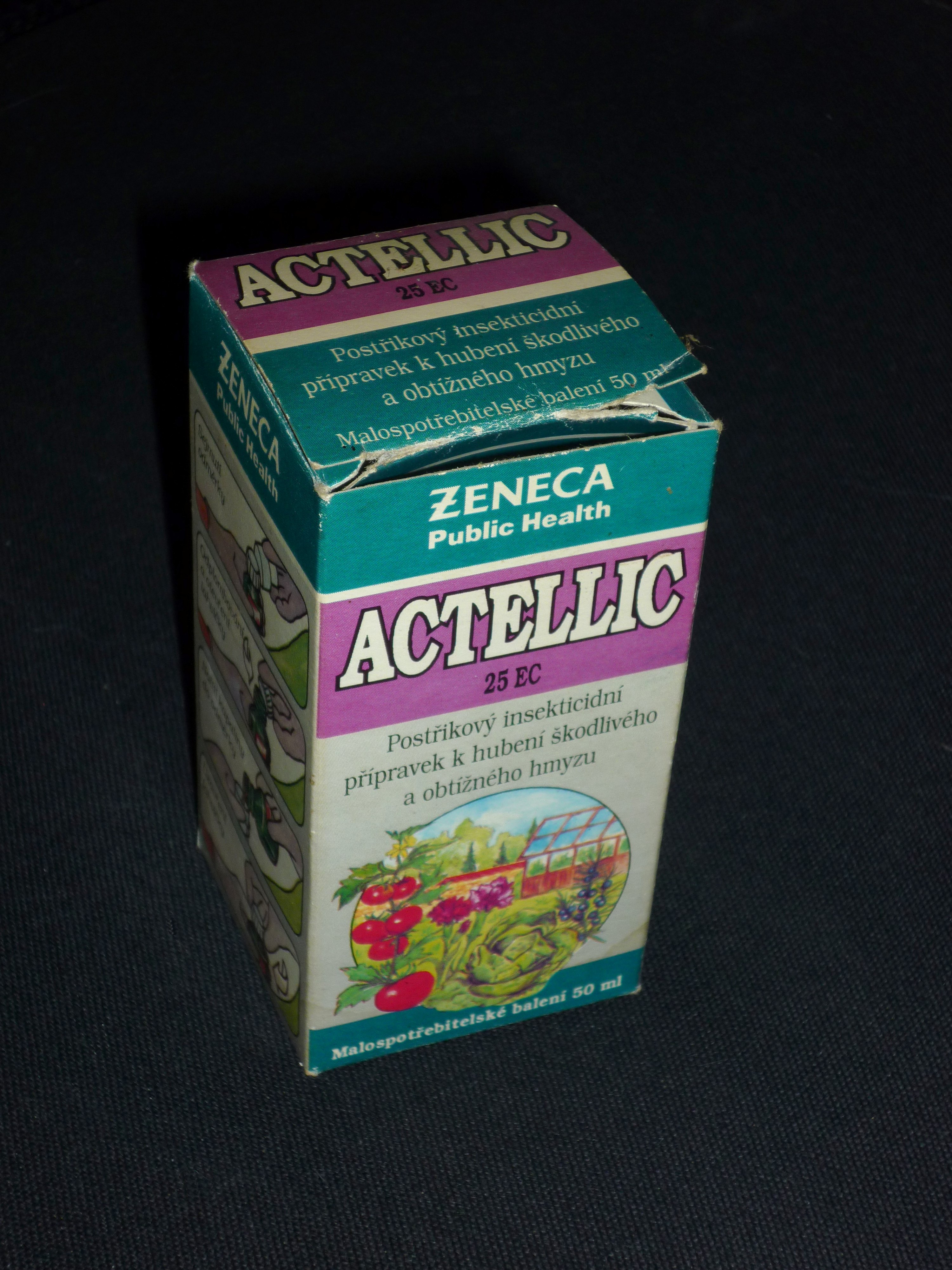
Organofosfátový insekticid Actellic (obsahuje pirimifos-methyl)

Organofosfáty se široce vyskytují jak v přírodě, tak v syntetických aplikacích, protože je snadné spojovat organické skupiny dohromady. Protože je kyselina fosforečná trojsytná, mohou vznikat triestery, zatímco karboxylové kyseliny mohou tvořit jen monoestery. Esterifikace zahrnuje navázání organických skupin na fosfor kyslíkovými můstky. Prekurzory takových esterů jsou alkoholy, kterých je nepřeberné množství v přírodních i syntetických sloučeninách.
OP(OH)3 + ROH → OP(OH)2(OR) + H2O
OP(OH)2(OR) + R'OH → OP(OH)(OR)(OR') + H2O
OP(OH)(OR)(OR') + R"OH → OP(OR)(OR')(OR") + H2O
Fosfátové estery s OH skupinou jsou kyselé a ve vodných roztocích částečně deprotonované. Například DNA a RNA jsou polymery typu [PO2(OR)(OR')−]n. Polyfosfáty také tvoří estery; důležitým příkladem je adenosintrifosfát (ATP), který je monoesterem kyseliny trifosforečné (H5P3O10).
Alkoholy lze odpojit z fosfátových esterů hydrolýzou, která je opakem výše uvedených reakcí. Proto jsou tyto estery častými nosiči organických skupin v biosyntéze.

## Otrava organofosfáty
Mnoho organofosfátů je potentními nervově paralytickými látkami, inhibují účinek enzymu acetylcholinesterázy (AChE) v nervových buňkách. Jsou jednou nejčastějších příčin otrav na světě. Organofosfátové pesticidy vstupují do těla všemi cestami, zejména vdechováním, požitím a přes kůži. Jejich toxicita není omezena jen na akutní fázi, dlouho jsou známy i chronické účinky. Neurotransmitery jako acetylcholin (ovlivněný organofosfáty) jsou velmi důležité pro vývoj mozku, proto mají mnohé organofosfáty negativní vliv na vyvíjející se organismus, a to i při nízkých expozicích. Některé organofosfáty nejsou samy o sobě toxické, jejich hlavní metabolity (např. oxony) však ano.

## Karcinogenita
Mezinárodní agentura pro výzkum rakoviny (IARC) v roce 2015 zařadila 4 organofosfátové insekticidy mezi karcinogeny - malathion, diazinon, tetrachlorvinphos a parathion. Zařazeny jsou do skupin podezřelých či pravděpodobných karcinogenů, ale nikoli do skupiny prokázaných karcinogenů.